# 1960 في الأرجنتين
فيما يلي قوائم الأحداث التي وقعت خلال عام 1960 في الأرجنتين.

## رياضة
- 7 فبراير – جائزة الأرجنتين الكبرى 1960 الفائز بروس ماكلارين.

## مواليد

### فبراير
- 7 فبراير – غابرييل كالديرون لاعب كرة قدم أرجنتيني.

### مارس
- 2 مارس – خوان سيمون لاعب كرة قدم أرجنتيني.
- 13 مارس – خورخي سامباولي مدرب، ولاعب كرة قدم أرجنتيني.

### مايو
- 17 مايو – بيدرو باسكولي لاعب كرة قدم أرجنتيني.

### أغسطس
- 18 أغسطس – ريكاردو ألبس لاعب كرة قدم أرجنتيني.

### أكتوبر
- 15 أكتوبر – أوسفالدو إسكوديرو لاعب كرة قدم أرجنتيني.
- 30 أكتوبر – دييغو مارادونا لاعب كرة قدم أرجنتيني.

### ديسمبر
- 12 ديسمبر – لويس أنطونيو أموشاستيغيو لاعب كرة قدم أرجنتيني.

## وفيات

### يناير
- 1 يناير – فرجينيا بولتين (مواليد 1876)